# Молекулярная биофизика
Молекулярная биофизика — раздел биофизики, изучающий физическую структуру биологически важных молекул, прежде всего белков и нуклеиновых кислот, и физические процессы, лежащие в основе их функционирования с целью выяснения связи физической структуры и свойств с выполняемой ими в организме функцией. Является междисциплинарной наукой, включающей в себя методы и исследования в таких областях, как биохимия, генетика, физика, компьютерное моделирование и так далее. Молекулярная биофизика изучает структурные химические формулы, длины всех связей и углы между ними, распределение электрических зарядов на поверхности молекул, подвижность отдельных участков молекул и изменчивость структуры молекул в зависимости от параметров среды.